# Abdellatif Baka
Abdellatif Baka, né le 7 mai 1994 à El Eulma (Algérie), est un athlète handisport algérien, spécialisé dans les courses de demi-fond pour les malvoyants. Il concourt dans la catégorie T13.

## Carrière
Né malvoyant, Abdellatif Baka commence l'athlétisme à l'âge de neuf ans avec son frère jumeau, Fouad Baka, qui est également un athlète paralympique. 
Abdellatif Baka marque l'histoire des Jeux Paralympiques par ses victoires, mais aussi par ses temps records. Lors de la finale du 1500 mètres aux Jeux Paralympiques de Rio, il court plus vite que les quatre premiers classés aux Jeux Olympiques précédents. En juin 2023, il bat son propre record mondial en réalisant un temps de 3:47.82 à Montreuil, en France

## Palmarès
Jeux Paralympiques :
- Londres 2012 : Médaille d'or au 800 mètres[5].
- Rio 2016 : Médaille d'or au 1500 mètres avec un temps de 3:48.29, établissant un nouveau record du monde

Championnats du Monde :
- Lyon 2013 : Deux médailles d'or.
- Doha 2013 : Deux médailles d'argent.
- Londres 2017 : Une médaille d'or et une médaille d'argent.
- Dubaï 2019 : Médaille de bronze.

Il participe aux jeux olympique d'été à Paris 2024